# مأمون صادق
مأمون صادق (انگلیسی: Mamoon Sadiq؛ زادهٔ ۱۰ آوریل ۱۹۶۵) قایقران قایق بادبانی اهل پاکستان بود.